# Máximo Cortés
Máximo Cortés (ur. 13 kwietnia 1988 w Móstoles) – hiszpański kierowca wyścigowy.

## Kariera

### Początki
Cortés rozpoczął karierę w wyścigach samochodowych w 2005 roku, od startów w Master Junior Formula. Tam też wygrał pierwsze dziesięć wyścigów w swojej karierze. Z dorobkiem 469 punktów uplasował się na 2 miejscu w klasyfikacji generalnej.

### Formuła 3
W 2006 roku Hiszpan pojawił się na starcie Hiszpańskiej Formuły 3. W pierwszym sezonie startów sześciokrotnie stawał na podium i ostatecznie był trzeci. Rok później w tej samej serii stawał na podium już dziewięciokrotnie, a dwukrotnie był na najwyższym jego stopniu. Z dorobkiem 117 punktów zdobył tytuł mistrzowski serii. Rok później wystartował tylko gościnnie, lecz zdołał wygrać jeden z wyścigów

### Formuła Renault 3.5
W 2008 roku Máximo rozpoczął starty w prestiżowej Formule Renault 3.5. Z ekipą Pons Racing wystąpił w siedmiu wyścigach. Uzbierane 5 punktów pozwoliło mu uplasować się na 26 lokacie w klasyfikacji kierowców.

## Statystyki
| Sezon | Seria                               | Zespół                               | Wyścigi | Zwycięstwa | PP | NO | Podium | Punkty | Pozycja |
| ----- | ----------------------------------- | ------------------------------------ | ------- | ---------- | -- | -- | ------ | ------ | ------- |
| 2005  | Master Junior Formula               | Escuela de Pilotos Emilio de Villota | 20      | 10         | 0  |    | 15     | 469    | 2       |
| 2006  | Hiszpańska Formuła 3                | TEC Auto                             | 16      | 2          | 2  | 3  | 6      | 93     | 3       |
| 2006  | Grand Prix Makau                    | Hitech Racing                        | 1       | 0          | 0  | 0  | 0      | N/A    | NS      |
| 2007  | Hiszpańska Formuła 3                | TEC Auto                             | 16      | 6          | 4  | 9  | 9      | 117    | 1       |
| 2007  | Spanish GT Championship - Super GT  |                                      | 4       | 0          |    |    | 3      | 25     | 8       |
| 2008  | Formuła Renault 3.5                 | Pons Racing                          | 7       | 0          | 0  | 0  | 0      | 5      | 26      |
| 2008  | Hiszpańska Formuła 3                | Emilio de Villota.com                | 2       | 1          | 1  | 0  | 1      | 0      | NS†     |
| 2008  | Formula 3 Spain Copa de España      | Emilio de Villota.com                | 2       | 1          | 1  | 0  | 1      | 0      | NS†     |
| 2009  | Le Mans Series - LMP2               | Q8 Oils Hache Teams                  | 5       | 0          | 0  | 0  | 0      | 0      | NS      |
| 2010  | Spanish GT Championship - Super GT  |                                      | 4       | 0          | 1  | 0  | 3      | 25     | 7       |
| 2010  | Superleague Formula                 | Sporting Clube de Portugal           | 4       | 0          | 0  | 0  | 0      | 458    | 8       |
| 2010  | Superleague Formula                 | AS Roma                              | 4       | 0          | 0  | 0  | 0      | 458    | 8       |
| 2010  | Spanish GT Championship             |                                      |         |            |    |    |        | 52     | 15      |
| 2011  | Intercontinental Le Mans Cup - LMP1 | MIK Corse                            | 2       | 0          | 0  | 0  | 0      | 0      | NS      |
| 2011  | Le Mans Series - LMP1               | MIK Corse                            | 2       | 0          | 0  | 0  | 0      | 2      | 6       |
| 2013  | Panam GP Series                     | SPM Motorsports                      | 2       | 0          | 0  | 0  | 1      | 11     | 19      |

## Wyniki w Formule Renault 3.5
| Legenda oznaczeń w tabelach wyników Wyświetl szablon na nowej stronie | Legenda oznaczeń w tabelach wyników Wyświetl szablon na nowej stronie                                                                     |
| Oznaczenie                                                            | Wyjaśnienie |
| --------------------------------------------------------------------- | --- |
| Złoty                                                                 | Zwycięzca lub mistrzostwo |
| Srebrny                                                               | 2. miejsce lub wicemistrzostwo |
| Brązowy                                                               | 3. miejsce lub II wicemistrzostwo |
| Zielony                                                               | Ukończył, punktował (w klasyfikacji generalnej, gdy zdobył co najmniej jeden punkt na przestrzeni sezonu, poza trzema powyższymi opcjami) |
| Niebieski                                                             | Ukończył, nie punktował (w klasyfikacji generalnej, gdy nie zdobył co najmniej jednego punktu na przestrzeni sezonu)                      |
| Czerwony                                                              | Nie zakwalifikował się (NZ) |
| Czerwony                                                              | Nie prekwalifikował się (NPK) |
| Różowy                                                                | Nie ukończył (NU) |
| Różowy                                                                | Niesklasyfikowany (NS) (w klasyfikacji generalnej, gdy nie został sklasyfikowany w żadnym wyścigu sezonu)                                 |
| Czarny                                                                | Zdyskwalifikowany (DK) |
| Czarny                                                                | Wykluczony (WYK/EX) |
| Biały                                                                 | Nie wystartował (NW) |
| Biały                                                                 | Kontuzjowany (K/INJ) |
| Biały                                                                 | Wyścig odwołany (OD/C) |
| Bez koloru                                                            | Został wycofany (WYC/WD) |
| Bez koloru                                                            | Nie przybył (NP/DNA) |
| Bez koloru                                                            | Nie brał udziału w treningach (NT/DNP) |
| Bez koloru                                                            | Nie został zgłoszony (–) |
| Pogrubienie                                                           | Start z pole position |
| Kursywa                                                               | Najszybsze okrążenie wyścigu |
| †                                                                     | Nie ukończył, ale jego rezultat został zaliczony ze względu na przejechanie więcej niż 90% dystansu wyścigu.                              |
| *                                                                     | Sezon w trakcie |
| 1/2/3                                                                 | Punktowana pozycja w sprincie kwalifikacyjnym                                                                                             |
| Lista systemów punktacji Formuły 1                                    | |

| Rok  | Zespół      | Wyniki w poszczególnych eliminacjach | Wyniki w poszczególnych eliminacjach | Wyniki w poszczególnych eliminacjach | Wyniki w poszczególnych eliminacjach | Wyniki w poszczególnych eliminacjach | Wyniki w poszczególnych eliminacjach | Wyniki w poszczególnych eliminacjach | Wyniki w poszczególnych eliminacjach | Wyniki w poszczególnych eliminacjach | Wyniki w poszczególnych eliminacjach | Wyniki w poszczególnych eliminacjach | Wyniki w poszczególnych eliminacjach | Wyniki w poszczególnych eliminacjach | Wyniki w poszczególnych eliminacjach | Wyniki w poszczególnych eliminacjach | Wyniki w poszczególnych eliminacjach | Wyniki w poszczególnych eliminacjach | Punkty | Pozycja |
| ---- | ----------- | ------------------------------------ | ------------------------------------ | ------------------------------------ | ------------------------------------ | ------------------------------------ | ------------------------------------ | ------------------------------------ | ------------------------------------ | ------------------------------------ | ------------------------------------ | ------------------------------------ | ------------------------------------ | ------------------------------------ | ------------------------------------ | ------------------------------------ | ------------------------------------ | ------------------------------------ | ------ | ------- |
| 2008 | Pons Racing | ITA                                  | ITA                                  | BEL                                  | BEL                                  | MON                                  | GBR                                  | GBR                                  | HUN                                  | HUN                                  | DEU                                  | DEU                                  | FRA                                  | FRA                                  | PRT                                  | PRT                                  | ESP                                  | ESP                                  | 5      | 26      |
| 2008 | Pons Racing | 17                                   | 16                                   | 7                                    | 13                                   | 10                                   | 14                                   | 17                                   | -                                    | -                                    | -                                    | -                                    | -                                    | -                                    | -                                    | -                                    | -                                    | -                                    | 5      | 26      |